# Aftermath (1994)
Aftermath ist ein etwa halbstündiger Horrorfilm des spanischen Regisseurs Nacho Cerdà aus dem Jahr 1994, der sich Tod und Nekrophilie zum Thema nimmt.

## Handlung
Zunächst wird der Zuschauer zum Beobachter zweier Rechtsmediziner. Diese führen getrennt voneinander Autopsien an zwei männlichen Leichen durch. Nachdem einer der anwesenden Mediziner den Raum verlässt, entdeckt der Protagonist die Leiche einer jungen, aufreizend gekleideten Frau namens Marta Arnau Martí.
Diese bringt er in die Autopsie, wo er sie nachfolgend mit einem Messer verstümmelt, das er ihr mehrmals in die Scheide rammt. Anschließend vergewaltigt der Rechtsmediziner die Tote, während er mit dem Selbstauslöser Fotos von sich schießt. Danach führt er die Obduktion zu Ende, nimmt aber das Herz der Frau zu sich nach Hause. Dort püriert er es und verfüttert es an seinen Hund, während er vor dem Fernseher entspannt.

## Produktion
Aufgrund von Geldmangel und Authentizität wurde Aftermath nicht in einer Filmkulisse, sondern einer echten Leichenhalle in Barcelona gedreht. Regisseur und Drehbuchautor Cerdá passte Skript und Storyboard schon beim Schreiben dem Drehort an.

## Filmanalyse
Der Film beinhaltet keine Dialoge, nur einen einleitenden Monolog. Die Geschichte wird sehr langsam und detailreich erzählt. Der künstlerische Schwerpunkt liegt auf der visuellen Umsetzung. Dabei sind die Bilder großteils in kaltem, blauem Licht gehalten, von dem sich die roten und orangefarbenen Töne der Körperflüssigkeiten deutlich abheben. Obwohl der Film nicht davor zurückschreckt, Blut und Eingeweide zu zeigen, entsteht durch die Kameraführung dennoch eine künstlerische Zensur des Gezeigten.
Durch die dennoch deutliche filmische Darstellung versuchte Cerdá eine Umkehr der Sympathien beim Zuschauer zu erwirken. Er wolle die Toten lebendig und die Lebenden tot wirken lassen, indem er seinen Protagonisten nur in Teilen, die Leichen jedoch in Nahaufnahmen der Gesichter zeige, sagte Cerdá über die Kameraführung. Er bezeichnete Aftermath als einen Film gegen Gewalt, der jedoch nur durch die detaillierte Darstellung ebendieser seine Wirkung erzielen könne.

## Kritik
Die Reaktionen auf Aftermath gingen weit auseinander. Während der amerikanische Filmkritiker Chas Balun den Film bereits nach der Pressevorführung als pornographisch bezeichnete – er ginge weiter, als es erzählerisch notwendig sei – nannten andere Kritiker den Film ein „Meisterwerk der Filmkunst“ und einen „schonungslose[n] und aufrichtige[n] Kunstfilm, der Tabus bricht, aber nie zum selbstzweckhaften Film von Provokationen verkümmert“.

## Auszeichnungen
Aftermath gewann 1997 auf dem Fantasia Festival den Preis als bester Kurzfilm.